# Johann Wunibald Deininger

Johann W. Deininger im April 1880

Johann Wunibald Deininger (* 12. Dezember 1849 in Wien; † 31. März 1931 in Innsbruck) war ein Architekt, Direktor der Staatsgewerbeschule in Innsbruck und Landeskonservator für Tirol und Vorarlberg.

## Leben
Deininger war der Sohn von Johann Deininger, Seidenfabrikant in Wien und Maria (geb. Nessler), einer Arzttochter aus Tannowitz bei Nikolsburg (Mikulov) in Mähren.
Die Herkunft der Familie Deininger war Bayern. Der Wiener Architekt Julius Deininger war sein Bruder.
Deininger besuchte die k.k. Oberrealschule und Technische Hochschule in Wien, Abteilung für Architektur bei Heinrich von Ferstl. Ab 1871 war er Student an der Wiener Akademie der Bildenden Künste, Abteilung für Architektur bei Friedrich von Schmidt. Er erhält 1872 ein Stipendium und macht damit eine Studienreise nach Italien.

## Wirken
1872 diente Deininger als Lieutenant in der Reserve des II. Genie-Regiments. Von Ende 1872 bis Beginn 1876 arbeitete er als Architekt bei der I. Wiener Baugesellschaft. Ab 1876 war er technischer Beamter der kaiserlichen Schlossverwaltung Ambras. Deininger leitete die k.k. gewerbliche Zeichen- und Modellierschule in Innsbruck-Dreiheiligen. Im Jahre 1882 wurde diese Lehranstalt zur Staatsgewerbeschule umgewandelt. Daraufhin wurde in der Anichstraße ein neues Gebäude errichtet. In der Folge wurde er dort zum Direktor ernannt und leitete somit auch die Filialfachschule in Hall in Tirol. Er erfüllte diese Aufgabe bis 1906. Von 1884 bis 1912 war Deininger zuerst Konservator, dann Landeskonservator für Tirol und Vorarlberg.
Der Architekt heiratete 1885 die Künstlerin Gabriele Maria Deininger-Arnhard. Sie wohnten in der Franz-Fischer-Straße 9 in Wilten. Das einstige Wohnhaus ist heute durch einen Neubau ersetzt.
Deininger war ein überaus großer Förderer des Kunsthandwerks in Tirol (zum Beispiel: der Schwazer Majolikafabriken). Er begründete den Tiroler Gewerbeverein mit. Von 1890 bis 1926 war er Vorstand des Tiroler Kunstvereins und hatte deshalb maßgebenden Einfluss auf die Verleihung des Tiroler Kunststipendiums durch die Landesregierung. 1893 erfolgte die Ernennung zum Regierungsrat.
Seine volkskundlichen und historischen Interessen mündeten in verschiedenen architektonischen Projekten und Publikationen mit eigenen Zeichnungen. Er betätigte sich vor allem umfangreich als Restaurator in ganz Tirol. Kritische Stimmen zu Restaurierungsmaßnahmen gab es schon zu Lebzeiten (Patinakrieg, Restaurierungen des Leopoldsbrunnens und des Galerieneinbaus im Landtagsaal, „Figuren-Scheuerung“ in der Hofkirche).

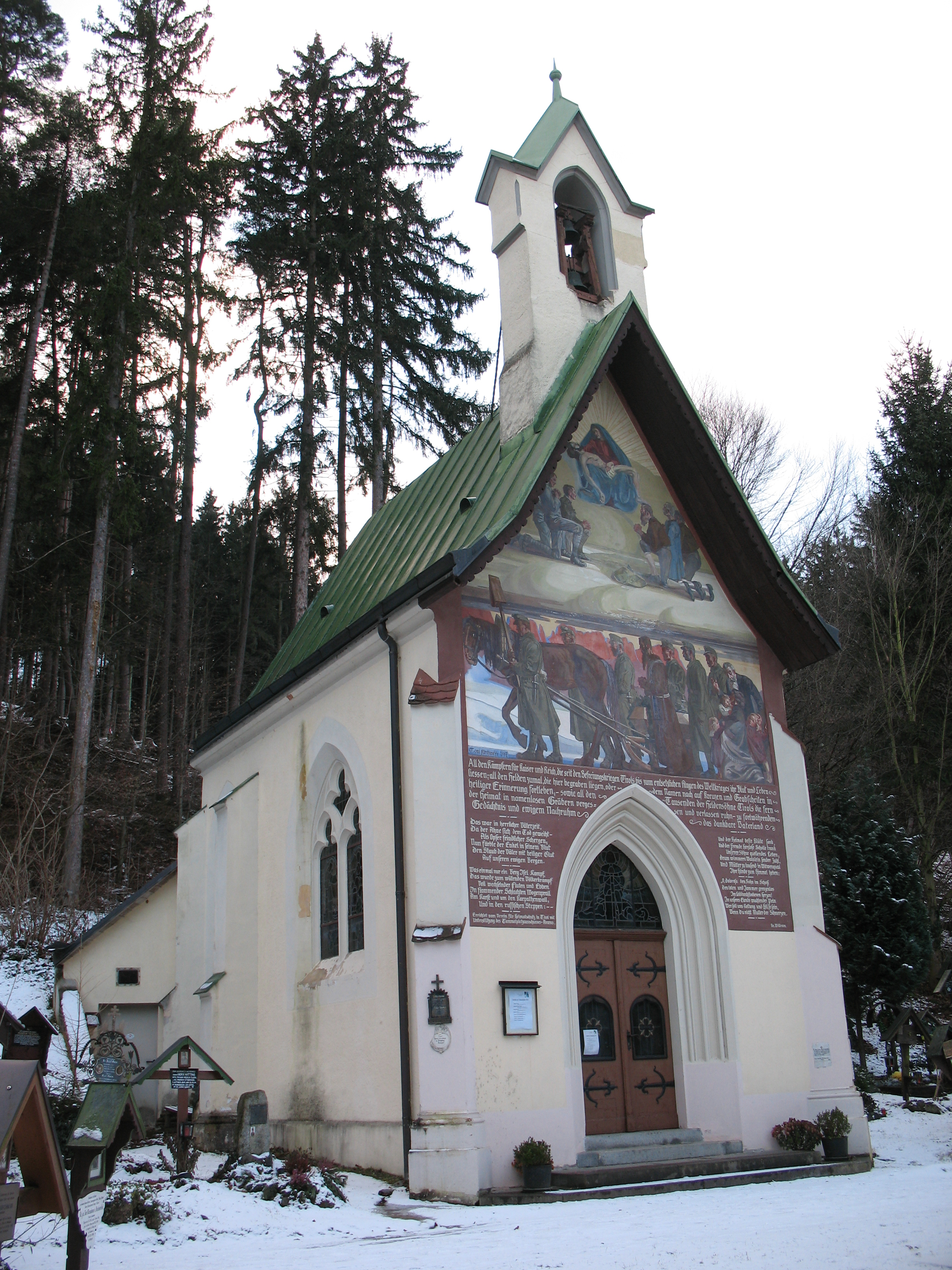
Kreuzkapelle am Tummelplatz

- von 1878 bis 1885 Restaurierung der Fassadendekoration des Spanischen Saales und der Waffensäle im Untergeschoß in Schloss Ambras
- 1879 Entwurf zu einem gotischen Altar für die Pfarrkirche in Hall
- 1880 Entwurf zu einem Aussichtspavillon am Bergisel
- 1897 Entwurf für eine Kapelle am Tummelplatz zu Amras
- von 1881 bis 1896 Restaurierung der Hofkirche in Innsbruck und ihrer Ausstattung: Freilegung der Außenseite des „Fürstenchores“ und der Gemälde an der alten Orgel und der alten Uhr aus dem 16. Jahrhundert.
- Turmbauten, -umbauten und -vergrößerungen der Servitenkirche (1899 und 1906) und der Jesuitenkirche (1901) in Innsbruck
- diverse Entwürfe zu Villen in Wien
- Entwurf zu einer Villa in Greiz im heutigen Thüringen
- Entwurf eines Landhauses am Piburger See im Ötztal
- 1883 Entwurf zu einer Villa in der Salurner Straße 5 in Innsbruck
- Entwurf für den Erweiterungsbau der Staatsgewerbeschule in Innsbruck und für ein Fachschulgebäude in Laas
- 1887 Landhaus-Fassadenrestaurierung und Galerieneinbau in Innsbruck
- von 1890 bis 1893 Entwurf samt Details für den Leopoldsbrunnen in Innsbruck zur Verwendung der C. Grass’schen Bronzefiguren aus dem 17. Jahrhundert.
- 1890/93 Entwurf für das Denkmal für den Landesverteidiger Anton Oppacher in St. Johann in Tirol
- Freilegungen von gotischen Fresken: St. Margarethenkirche in Pians, Kirche zu Stuben-Pfunds, Fresken in der Kapellenapsis in Nauders
- weitere bauliche Restaurierungen: gotischer Turm in Tramin, Südfront der Burg Hasegg in Hall i.T., Rathaus in Sterzing, Pfarrkirche in Fließ, Goldenes Dachl in Innsbruck, Schloss Bruck bei Lienz
- Entwurf für Fassaden der gotischen Pfarrkirche in Tarrenz
- Entwürfe zu diversen Altären und Grabdenkmälern in Tirol
- Entwürfe für Glasmalerei- und Mosaikarbeiten und zahlreiche Entwürfe für kunstgewerbliche Objekte in verschiedensten Materialien

## Ausstellungsbeteiligungen
- 1878 1. Kunstgewerbliche Ausstellung in Tirol
- 1893 1. Tiroler Landesausstellung: Erstellung eines Südtiroler Torggel- und Unterinntaler Bauernhauses, diverse eigene Aquarelle
- 1900 Weltausstellung Paris: Tiroler Edelsitz („Chateau Tyrolien“), er leitete die Installation der Tiroler Ausstellungsobjekte

## Publikationen
- Kunstschätze aus Tirol. Wien 1887.
- Das Bauernhaus in Tirol und Vorarlberg. Wien 1894.
- Tiroler Volkskunst. Innsbruck 1914.
- Artikel: Architektur in Tirol, einschließlich der Burgen und Schlösser und Kunst- und Hausindustrie in Tirol und Vorarlberg (beide mit eigenen Illustrationen) in: Die Österreichisch-Ungarische Monarchie in Wort und Bild, Tirol und Vorarlberg. Wien 1893.
- diverse Artikel in Mitteilungen des Österreichischen Museums, Mitteilungen des Tiroler Landesarchivs 1914 und Mittheilungen der Zentralkommission für Kunst- und historische Denkmale.